# تسونئو گودا
تسونئو گودا (انگلیسی: Tsuneo Gōda؛ زادهٔ ۱۹۶۷ (۵۷–۵۸ سال)) پویانما، کارگردان فیلم، و کارگردان فیلم اهل ژاپن است.
وی همچنین برندهٔ جوایزی همچون جایزه اینکپات شده‌است.